# دیولا کالائی
دیولا کالائی (مجاری: Kállai Gyula; زاده ۱ ژوئن ۱۹۱۰ – درگذشته ۱۲ مارس ۱۹۹۶) سیاستمدار و دیپلمات اهل مجارستان بود. وی از ۳۰ ژوئن ۱۹۶۵ تا ۱۴ آوریل ۱۹۶۷ نخست‌وزیر مجارستان بود.
دیولا کالائی در ۱۲ مارس ۱۹۹۶، بعد از یک دوره طولانی بیماری در سن ۸۵ سالگی درگذشت.